# Sander Griffioen
Sander Griffioen (Loenen aan de Vecht, 31 mei 1941) is een Nederlandse filosoof en emeritus hoogleraar interculturele filosofie aan de Vrije Universiteit Amsterdam.

## Leven
Griffioen studeerde aan de Vrije Universiteit, waar hij in 1971 zijn master cum laude behaalde in de politieke economie, in 1975 nog een doctoraal in de filosofie. En in 1976 promoveerde hij cum laude op een proefschrift getiteld "De roos en het kruis: De waardering van de eindigheid in het latere denken van Hegel".
Griffioen was in 1971 toegetreden tot de faculteit van de Vrije Universiteit. Van 1976 tot 1979 was hij Senior Member aan het Toronto Institute for Christian Studies. Terug bij de Vrije Universiteit in 1979 werd hij benoemd tot lector en doceerde hij filosofie van 1979 tot 2002. Van 1979 tot 1991 was hij tevens hoogleraar reformatorische wijsbegeerte aan de Universiteit Leiden. Aan de Vrije Universiteit in 2002 werd hij benoemd tot hoogleraar Interculturele Wijsbegeerte tot zijn emeritaat in 2006.

## Publicaties

### Boeken
- Griffioen, Sander. De roos en het kruis: De waardering van de eindigheid in het latere denken van Hegel. Proefschrift, Vrije Universiteit. Assen: Van Gorcum. 1976
- Marshall, Paul A., Sander Griffioen, and Richard J. Mouw (eds). Stained glass: Worldviews and Social Science. University Press of America, 1989.
- Mouw, Richard J., en Sander Griffioen. Pluralisms and Horizons: An Essay in Christian Public Philosophy. WB Eerdmans, 1993.
- Griffioen, Sander, en Bert M. Balk. Christian Philosophy at the Close of the Twentieth Century. Kok-Kampen, 1995.
- Griffioen, Sander. Moed tot cultuur: Een actuele filosofie. Amsterdam: Buijten en Schipperheijn, 2003.
- Griffioen, Sander. Kracht ten goede: Een filosofie van de tijd. VBK Media, 2022.

### Een selectie artikelen
- Griffioen, Sander. "De betekenis van Dooyeweerd’s ontwikkelingsidee". Philosophia Reformata 51.1 (1986): 83-109.
- Griffioen, Sander. "The Metaphor of the Covenant in Habermas". Faith and Philosophy 8.4 (2009): 524-540.

- Bibsys: 90625870
- Bibliothèque nationale de France: cb12451945v (data)
- Gemeinsame Normdatei: 172105765
- International Standard Name Identifier: 0000 0000 8409 3056
- Library of Congress Control Number: n88102237
- NARCIS: PRS1235443
- Nationale Bibliotheek van Tsjechië: jo20221170997
- Nationale Bibliotheek van Israël: 987007429692505171
- Nederlandse Thesaurus van Auteursnamen: 069609764
- Système universitaire de documentation: 033676070
- Virtual International Authority File: 112061027
- WorldCat: E39PBJgmQGTytwJ3jpHfqG34v3